# Aonori
Aonori (青海苔 sau アオノリ? lit. "alge albastre" sau "alge verzi"), cunoscute și sub denumirea de laver verde, este un tip de algă comestibilă, incluzând specii din genul Monostroma și Enteromorpha al Ulvaceae. Este cultivată pentru scopuri comerciale în unele golfuri din Japonia, cum ar fi golful Ise. Conține minerale precum calciu, magneziu, litiu, vitamine și aminoacizi precum methionina.

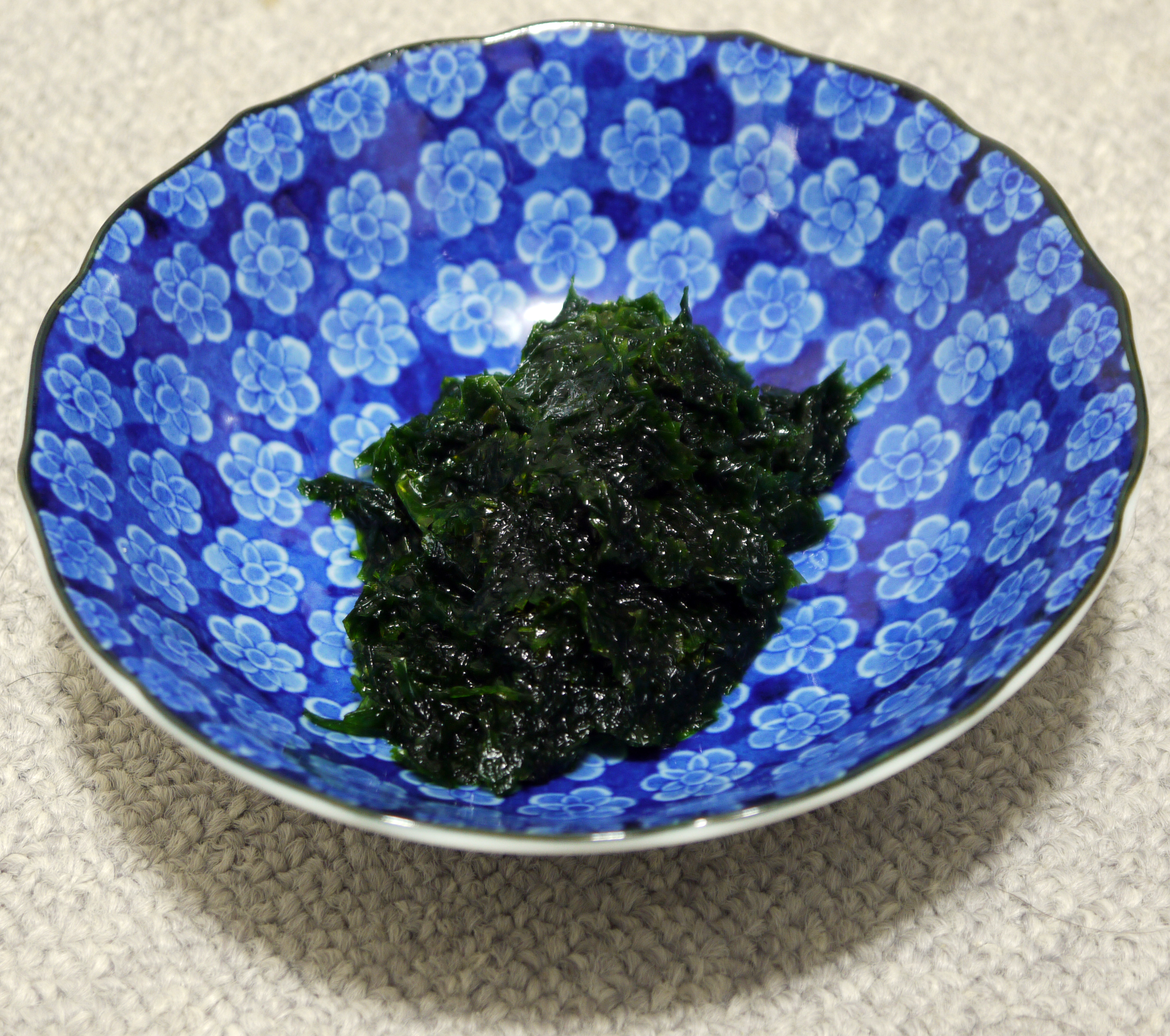
Prime Aonori (Hamana Lac)

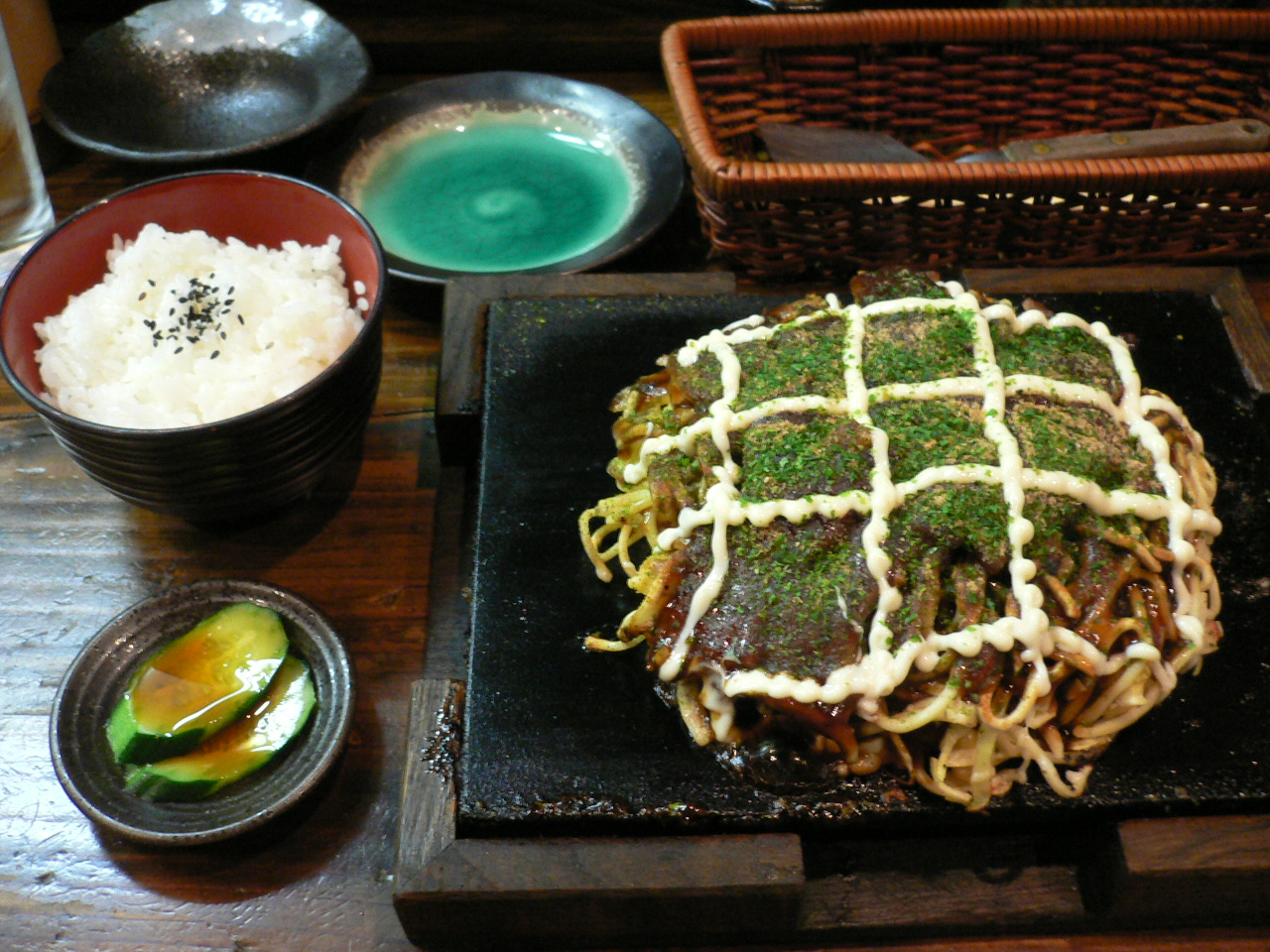
Okonomiyaki cu topping de aonori (pulberea verde)

Este folosită în forma uscata în supe japoneze, tempura, și ca material pentru fabricarea de nori și tsukudani. Poate fi folosită și în formă de pudră, adesea amestecată cu Ulva specie a Ulvaceae deoarece producția este limitată.
Este folosită adesea pentru a da aromă unor mâncăruri japoneze, de obicei prin presărarea pudrei peste mâncarea caldă. Mâncărurile care sunt aromate cu alge sunt:
- Yakisoba sau Yakiudon
- Okonomiyaki (plăcintă japoneză)
- Takoyaki (chiftele de caracatiță)
- Isobe age
- Isobe mochi
- Misoshiru